# Kim Hye-gyong
Kim Hye-gyong (née le 9 mars 1993 à Sariwon) est une athlète nord-coréenne, spécialiste des courses de fond. Elle est la sœur jumelle de Kim Hye-song.

## Biographie
Lors du marathon féminin des Jeux olympiques d'été de 2016, à Rio de Janeiro, Kim Hye-gyong et sa sœur Kim Hye-song terminent l'épreuve dans le même temps, en 2 h 28 min 36 s, se classant respectivement 11e et 10e de l'épreuve.

## Records
| Épreuve  | Performance    | Lieu      | Date          |
| -------- | -------------- | --------- | ------------- |
| Marathon | 2 h 27 min 5 s | Pyongyang | 13 avril 2014 |